# Crato, Bồ Đào Nha
Crato là một huyện thuộc tỉnh Portalegre, Bồ Đào Nha. Huyện này có diện tích 398 km², dân số thời điểm năm 2001 là 4348 người.